# ألكسندر تكاشيف
ألكسندر تكاشيف (مواليد 11 نوفمبر 1972) هو سبّاح قيرغيزستاني، مثّل بلاده في الألعاب الأولمبية الصيفية 2000.

## روابط خارجية
ألكسندر تكاشيف على موقع الاتحاد الدولي للسباحة (الإنجليزية)
- ألكسندر تكاشيف على موقع أوليمبيديا (الإنجليزية)